# Communauté de communes des îles Marquises
La Communauté de communes des îles Marquises (CODIM)  est une communauté de communes française, située dans le collectivité d'outre-mer de Polynésie française, regroupant les six communes des îles Marquises : Fatu Hiva, Hiva Oa, Nuku Hiva, Tahuata, Ua Huka et Ua Pou
Ces six communes ont été les premières en Polynésie française à créer une communauté de communes pour élaborer des projets pour le développement économique et culturel de l’archipel. 

## Territoire communautaire
La communauté de communes est composée des 6 communes suivantes :
| Nom             | Code Insee | Gentilé | Superficie (km2) | Population (dernière pop. légale) | Densité (hab./km2) |
| --------------- | ---------- | ------- | ---------------- | --------------------------------- | ------------------ |
| Hiva-Oa (siège) | 98723      | =       | 326,5            | 2 184 (2012)                      | 6,7                |
| Fatu-Hiva       | 98718      | =       | 85               | 611 (2012)                        | 7,2                |
| Nuku-Hiva       | 98731      | =       | 387,8            | 2 966 (2012)                      | 7,6                |
| Tahuata         | 98746      | =       | 61               | 703 (2012)                        | 12                 |
| Ua-Huka         | 98756      | =       | 83,4             | 621 (2012)                        | 7,4                |
| Ua-Pou          | 98757      | =       | 105,6            | 2 173 (2012)                      | 21                 |

## Conseil communautaire
La répartition par commune des sièges au sein du conseil communautaire est défini dans les statuts (soit 15 sièges) comme suit:
- 2 membres titulaires jusqu’à 1000 habitants : Fatu-Hiva, Tahuata, Ua-Huka
- 3 membres titulaires pour plus de 1000 habitants : Hiva-Oa, Nuku-Hiva, Ua-Pou

| Période          | Période    | Identité       | Étiquette           | Qualité                         |
| ---------------- | ---------- | -------------- | ------------------- | ------------------------------- |
| 16 décembre 2010 | avril 2014 | Joseph Kaiha   | Tapura huiraatira   | Maire de Ua-Pou (depuis 2001)   |
| 25 avril 2014    | mars 2020  | Félix Barsinas | Tahoeraa huiraatira | Maire de Tahuata (depuis 2002)  |
| 24 juillet 2020  | En cours   | Benoît Kautai  | Tapura huiraatira   | Maire de Nuku-Hiva(depuis 2002) |

## Compétences

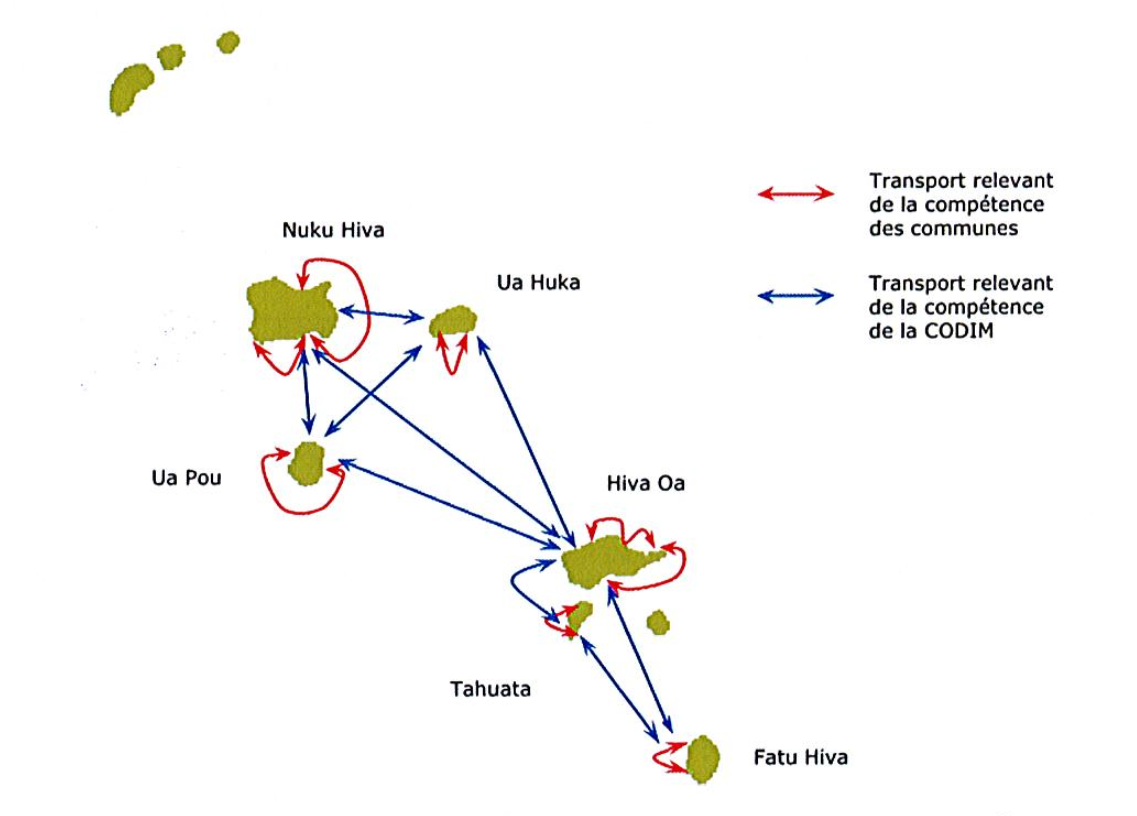
Schéma des transports des îles Marquises

Selon les statuts, la CODIM a pris comme compétences
| Compétences obligatoires 1. Aménagement de l'espace (schéma de développement touristique, aménagement de chemins de randonnée, études aménagement de routes) 2. Actions de développement économique intéressant l'ensemble de la communauté (promotion des filières économiques du secteur primaires, identification des zones d'activités) | Compétences optionnelles 1. Protection et mise en valeur de l'environnement 2. Action culturelle et sportive 3. Transport maritime entre les îles (schéma de transport, organisation de la desserte) 4. Assistance à maîtrise d'ouvrage (pour les ouvrages communaux) | Compétences complémentaires 1. Informatique et bureautique 2. Conseil juridique et appui administratif aux communes |

Les compétences eau et assainissement, initialement dans le périmètre de la CODIM, ont été restituées par délibération 20-2018 du 1er septembre 2018.
Dans un rapport de la Cour des Comptes paru en février 2023, l'action de la CODIM est jugée assez limitée avec la création d'un poste de conseiller énergie partagé en 2019, le subventionnement d’associations culturelles et sportives et une participation au projet de classement des Marquises à l'Unesco.
Depuis novembre 2021, la CODIM est compétente dans l'organisation du transport maritime entre les six communes de l’archipel des Marquises avec la navette maritime Te Ata O Hiva,.
En novembre 2022, les maires de la CODIM souhaitent s'orienter vers une communauté d'archipel qui serait une nouvelle collectivité territoriale à statut particulier, proposition qui a pu être évoquée lors du déplacement du ministre de l’Intérieur Gérald Darmanin en août 2023 ; ce projet d'expérimentation à statut dérogatoire est soutenu dans un rapport d'information du Sénat publié en novembre 2023. La CodAM serait alors assimilée à une institution du Pays au sens de l'article 74 de la Constitution mais demanderait toutefois une réforme de la loi organique de 2004.